# Epinecrophylla haematonota
Az Epinecrophylla leucophthalma a madarak osztályának verébalakúak (Passeriformes) rendjébe és a hangyászmadárfélék (Thamnophilidae) családjába tartozó faj.

## Rendszerezése
A fajt Philip Lutley Sclater angol ornitológus írta le 1857-ben, a Formicivora nembe Formicivora haematonota néven. Szerepelt a Myrmotherula nemben Myrmotherula haematonota néven is.

## Alfajai
- Epinecrophylla haematonota amazonica (H. Ihering, 1905)
- Epinecrophylla haematonota haematonota (P. L. Sclater, 1857)
- Epinecrophylla haematonota pyrrhonota (P. L. Sclater & Salvin, 1873)[2] vagy Epinecrophylla pyrrhonota[1]

## Előfordulása
Dél-Amerika északnyugati részén, Brazília, Ecuador, Kolumbia és Venezuela területén honos. A természetes élőhelye a szubtrópusi vagy trópusi síkvidéki esőerdők. Állandó, nem vonuló faj.

## Megjelenése
Testhossza 10–11 centiméter, testtömege 8–10,5 gramm.

## Életmódja
Rovarokkal és pókokkal táplálkozik.